# Elección presidencial de la ANFP de 2010

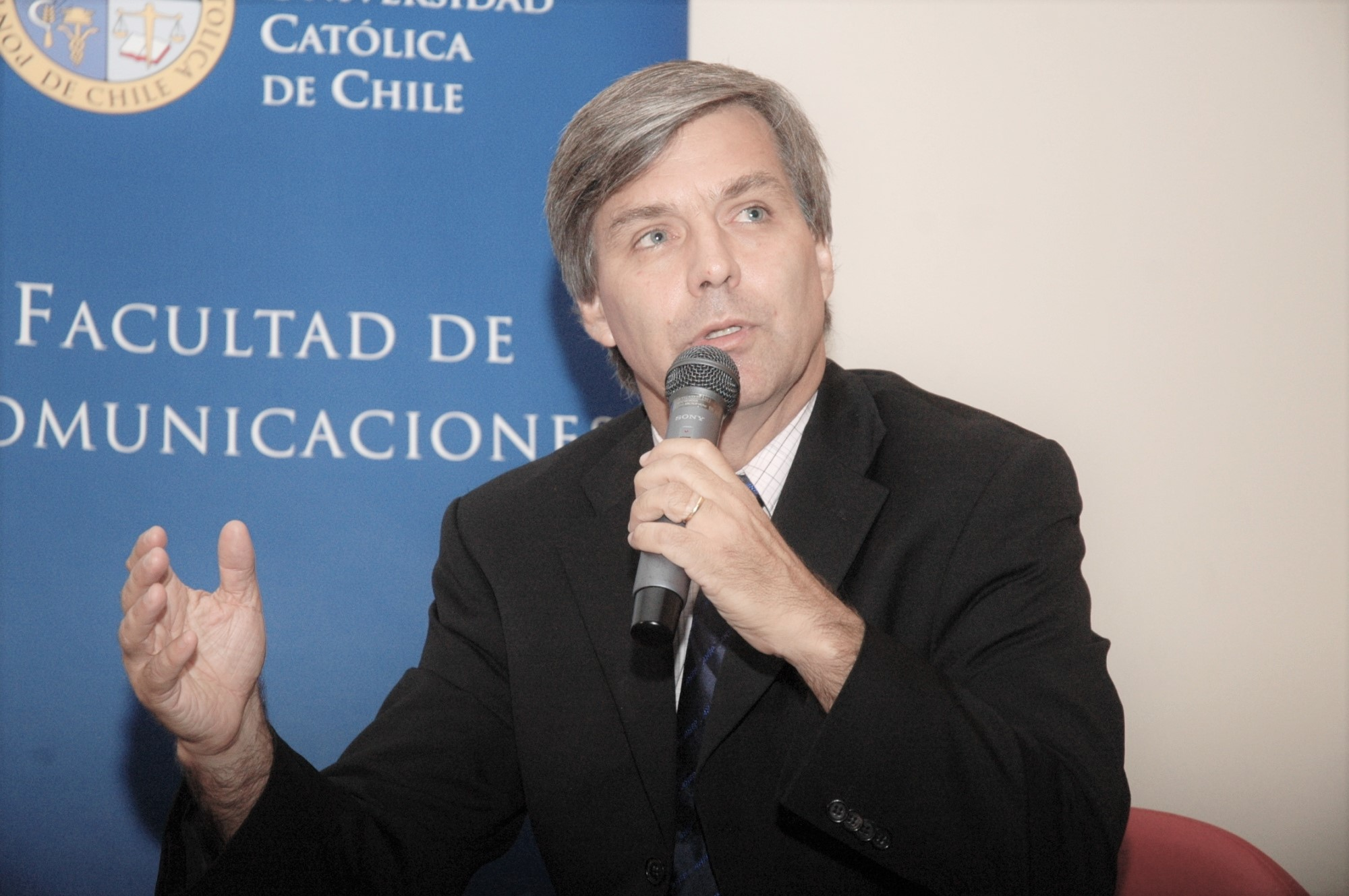
Harold Mayne-Nicholls fue presidente de la ANFP entre 2006 y 2010, cuando perdió la reelección.

La elección presidencial de la ANFP de 2010 fue el proceso eleccionario realizado el 4 de noviembre de 2010 por la Asociación Nacional de Fútbol Profesional (ANFP) para elegir a su presidente y su directorio por el periodo 2011 a 2015. El presidente de la ANFP además asume como presidente de la Federación de Fútbol de Chile, el máximo organismo rector de dicho deporte en Chile.
Harold Mayne-Nicholls, postulante a la reelección, fue derrotado por el empresario español Jorge Segovia, pese a que Mayne-Nicholls había realizado una gestión alabada internacionalmente y contaba con el beneplácito de la mayoría de la población. La victoria de Segovia se produjo en gran medida por el apoyo de los tres equipos más populares del país (Colo-Colo, Universidad Católica y Universidad de Chile) junto a la mayoría de los equipos controlados por sociedades anónimas deportivas.
La derrota de Mayne-Nicholls generó gran revuelo a nivel nacional, algo nunca antes visto en este tipo de elecciones. Para muchos, la derrota de Mayne-Nicholls representó un retroceso del fútbol chileno luego de una época de grandes cambios y reformas, regresando a una administración controlada por los clubes para su propio beneficio. La renuncia de Marcelo Bielsa, uno de los directores técnicos más exitosos en la historia de la selección de fútbol de Chile, agregó mayor presión a los dirigentes del fútbol y causó mayor indignación entre los hinchas.
El revuelo de la elección impactó incluso al gobierno nacional, debido a la supuesta intervención realizada por el presidente Sebastián Piñera (quien además era uno de los principales accionistas de Colo-Colo) para derrotar a Mayne-Nicholls, producto de una serie de diferencias entre ambos durante los meses previos, tras el Mundial de Sudáfrica 2010.

## Votación
De los 32 equipos asociados a la ANFP, 12 equipos de Primera División y 4 de Primera B votaron por Jorge Segovia. Al contrario, 6 de Primera División y 10 de Primera B votaron por Harold Mayne-Nicholls. Como los votos de Primera División valían el doble, Jorge Segovia acumuló 28 votos de un total de 50 disponibles.
| Jorge Segovia 28 votos | Jorge Segovia 28 votos  | Harold Mayne-Nicholls 22 votos | Harold Mayne-Nicholls 22 votos |
| ---------------------- | ----------------------- | ------------------------------ | ------------------------------ |
| 1.ªA                   | Colo-Colo               | 1.ªA                           | Audax Italiano                 |
| 1.ªA                   | Universidad de Chile    | 1.ªA                           | Cobreloa                       |
| 1.ªA                   | Universidad Católica    | 1.ªA                           | Cobresal                       |
| 1.ªA                   | Unión Española          | 1.ªA                           | O'Higgins                      |
| 1.ªA                   | Everton de Viña del Mar | 1.ªA                           | Huachipato                     |
| 1.ªA                   | Ñublense                | 1.ªA                           | Universidad de Concepción      |
| 1.ªA                   | Santiago Wanderers      | 1.ªB                           | Deportes Antofagasta           |
| 1.ªA                   | Palestino               | 1.ªB                           | Coquimbo Unido                 |
| 1.ªA                   | Unión San Felipe        | 1.ªB                           | Curicó Unido                   |
| 1.ªA                   | San Luis de Quillota    | 1.ªB                           | Lota Schwager                  |
| 1.ªA                   | Santiago Morning        | 1.ªB                           | Municipal Iquique              |
| 1.ªA                   | Deportes La Serena      | 1.ªB                           | Deportes Naval                 |
| 1.ªB                   | Deportes Concepción     | 1.ªB                           | Unión Temuco                   |
| 1.ªB                   | Unión La Calera         | 1.ªB                           | Deportes Puerto Montt          |
| 1.ªB                   | Deportes Copiapó        | 1.ªB                           | San Marcos de Arica            |
| 1.ªB                   | Rangers de Talca        | 1.ªB                           | Provincial Osorno              |

“Ser libres para pensar te expone a las quejas de los poderosos, y los poderosos, los que tienen poder político, económico, religioso o el que sea, no hay que ser muy avispados para enterarse, casi siempre encuentran la manera de deshacerse de las piedras que les molestan en el zapato”.
Harold Mayne-Nicholls, luego de perder la elección.

## Implicancias políticas
La relación entre el presidente de Chile Sebastián Piñera con Colo-Colo, el equipo más exitoso y popular del país (donde poseía en ese momento el 13,7% de sus acciones), generó un fuerte revuelo político.
El columnista de derecha Hermógenes Pérez de Arce manifestó tener información de llamados realizados por Piñera a Antonio Bloise, presidente de Everton de Viña del Mar, para que él presentara su candidatura como presidente de la ANFP. El periodista Felipe Bianchi manifestó que Piñera fue seguido por el ministro de Educación Joaquín Lavín (accionista de Santiago Wanderers) y el subsecretario de Deportes Gabriel Ruiz-Tagle (principal accionista de Colo-Colo hasta unos meses previo a las elecciones). Las acusaciones se acrecentaron cuando Piñera anunció la reconstrucción de los estadios Sausalito y Playa Ancha, sedes de Everton y Wanderers respectivamente, al mismo tiempo en que se realizó la votación.
La supuesta influencia entre el gobierno y el mundo del fútbol generó una fuerte crítica de parte de la oposición, especialmente de la senadora Soledad Alvear. La Concertación intentó establecer una comisión investigadora en el Congreso al respecto y solicitar una investigación de parte de la Contraloría; la iniciativa, sin embargo, fracasó por la inasistencia a la sesión de algunos diputados que se manifestaron a favor de la medida inicialmente. En tanto, el gobierno manifestó repetidamente de que no existió ningún tipo de incentivo y que eran acusaciones sin base de parte de la oposición.
A fines de noviembre de 2010, la prensa chilena reportó que Piñera habría decidido finalmente vender sus acciones (valoradas en 7 millones de dólares) luego del escándalo relacionado con la ANFP. En la semana siguiente, la empresa Adimark publicó su encuesta de opinión pública mensual, donde la cifra de apoyo a la figura de Piñera cayó un 13% revirtiendo el alza de 10% que manifestó luego del exitoso rescate de los mineros de Atacama, mientras la cifra de rechazo aumentó 10 puntos llegando a un 36%. Los cambios más importantes fueron en los hombres (caída de 15%), en las personas entre 18 y 24 años (16%) y en los sectores más pobres (20%). Tras la polémica respecto a la elección de la ANFP, el presidente Sebastián Piñera decidió deshacerse de sus acciones en Colo-Colo. El 13,7% de las acciones de Blanco y Negro S.A., controladora de la institución deportiva, salió a la bolsa el 24 de diciembre de 2010.

## Impugnación e inhabilidad
El 22 de noviembre de 2010, el directorio de la ANFP declaró inhabilitado a Jorge Segovia para tomar posesión del cargo, producto de la firma de contratos entre Unión Española y empresas en que él ejercía como accionista o director. Tras ello, el directorio convocó a nuevas elecciones, afirmando a su vez que ninguno de sus miembros se presentaría a dichos comicios.